# Cyclommatus sumptuosus
Cyclommatus sumptuosus es una especie de coleóptero de la familia Lucanidae.

## Distribución geográfica
Habita en Nueva Guinea.